# Family Compact
Family Compact (in italiano traducibile come: Famiglia compatta) è l'epiteto attribuito dai loro oppositori a un piccolo gruppo ristretto di uomini che esercitavano per lo più i poteri politico, economico e giuridico nell'Alto Canada (attuale stato dell'Ontario) dagli anni 1810 agli anni 1840, equivalente allo Château Clique del Basso Canada. Fu noto per il suo conservatorismo e opposizione alla democrazia.
Il termine appare per la prima volta in una lettera scritta da Marshall Spring Bidwell a William Warren Baldwin nel 1828. Per Family, in italiano: famiglia, non s'intende una relazione matrimoniale ma piuttosto una stretta fratellanza, simile ad un clan.

## Membri

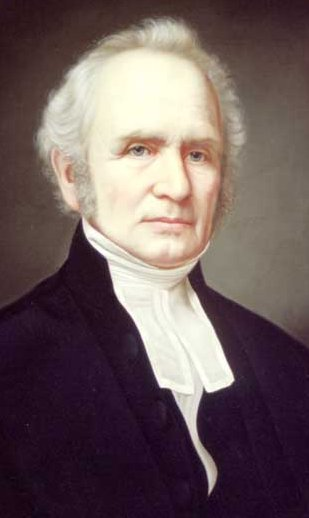
John Robinson. Riconosciuto come capo del Family Compact. Membro dell'Assemblea legislativa e successivamente del Consiglio legislativo
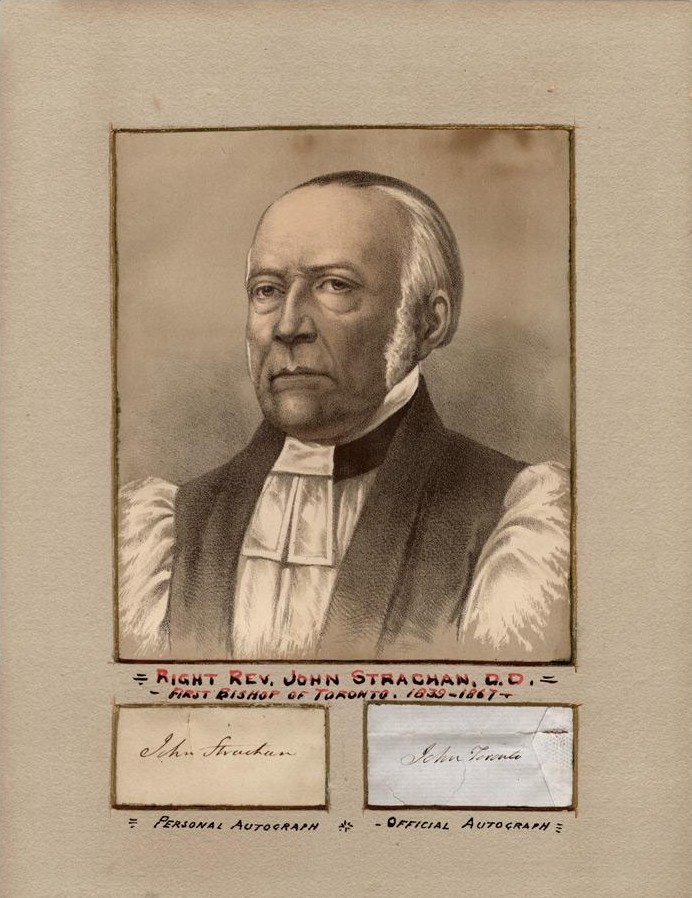
Bishop Strachan. Riconosciuto come capo anglicano nel Family Compact.
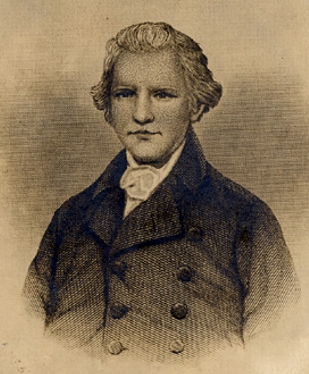
William Osgoode. Primo Capo di Giustizia dell'Alto Canada
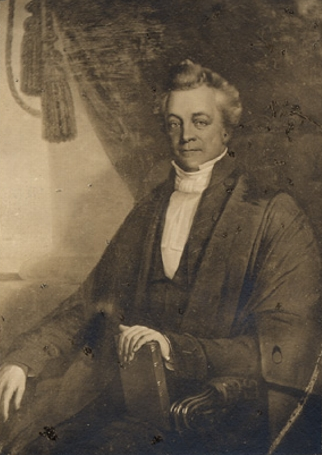
Jonas Jones, avvocato e banchiere
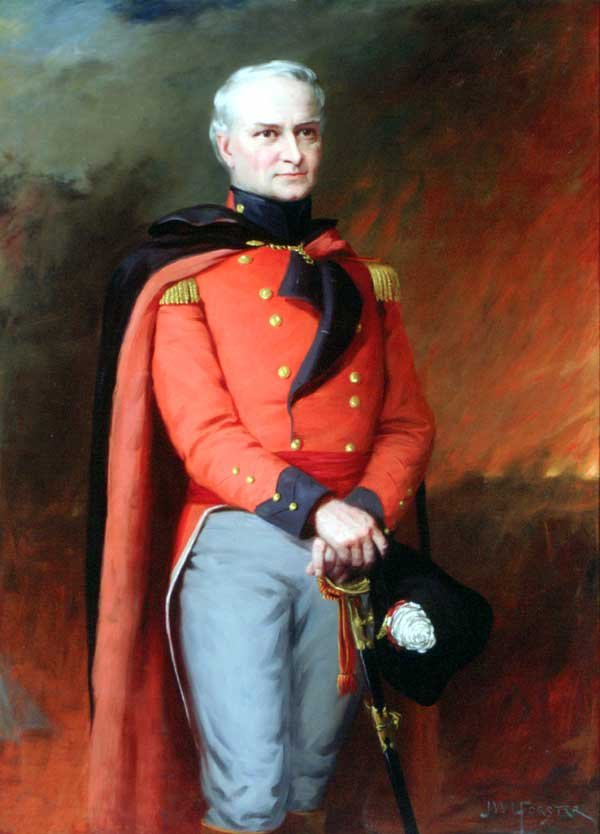
Æneas Shaw. Membro del consiglio esecutivo e legislativo nel 1794.
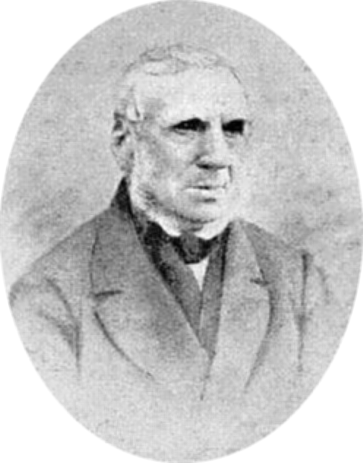
Col. James FitzGibbon, comandante della milizia
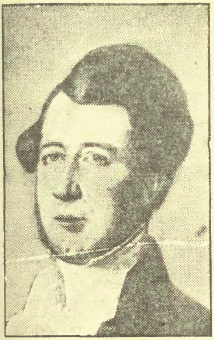
William Henry Boulton 8° sindaco di Toronto e membro dell'assemblea legislativa
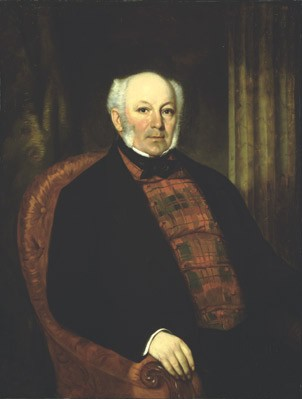
Sir Allan Napier MacNab, Primo baronetto dell'assemblea legislativa dell'Alto Canada
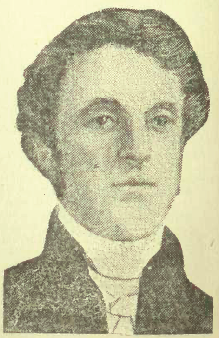
Henry Sherwood, Rappresentante di Brockville nel 13° parlamento dell'Alto Canada